# Felizarda Jorge
Felizarda da Conceição Jorge (Luanda, 23 febbraio 1985) è una cestista angolana.

## Carriera
Con l'Angola ha vinto l'oro ai FIBA AfroBasket Women 2011 e il bronzo ai FIBA AfroBasket Women 2009. Ha disputato 5 incontri ai Giochi della XXX Olimpiade.